# Rijnvaartpolitiereglement

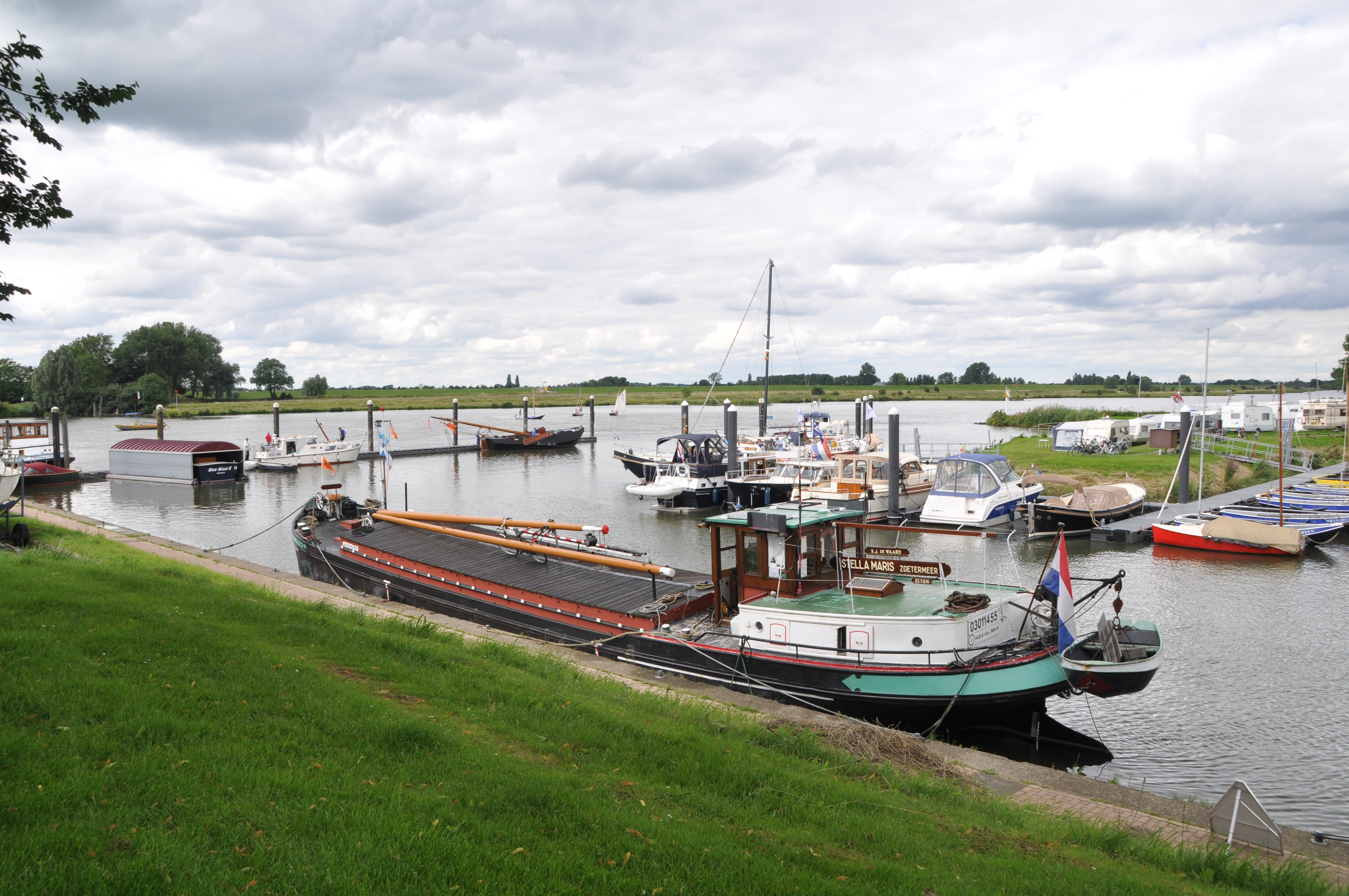
De Lek bij Culemborg

Het Rijnvaartpolitiereglement (RPR) bevat de verkeersregels voor de Nederlandse Rijn en zijn uitmondingen van Bazel tot in de open zee, hetzij stroomafwaarts hetzij stroomopwaarts. De Lek en de Waal worden beschouwd deel uit te maken van de Rijn.
Het reglement is gebaseerd op de Herziene Rijnvaartakte, een verdrag gesloten te Mannheim op 17 oktober 1868. Het is voor de andere landen waar de Rijn doorheen stroomt nagenoeg gelijk, in de officiële talen Frans, Duits, Engels en Nederlands.
De politievoorschriften voor de scheepvaart worden opgesteld door het Comité Politiereglement (RP) van de Centrale Commissie voor de Rijnvaart, de CCR. Belangrijkste taken: Veiligheid van de scheepvaart, exploitatie van de schepen en gedrag in het verkeer.

## Ontstaansgeschiedenis
In Nederland werd in 1826 al een politieverordening op de Rijn van kracht, in Frankrijk in 1841. Pas op 8 oktober 1850 werd het eerste over de gehele Rijn geldende Rijnvaartpolitiereglement van kracht. Dat was nog gebaseerd op de voorloper, het 31 maart 1831 tussen de Regeringen der Oeverstaten gesloten Rijnvaartverdrag.

## Uitwerking
Het reglement geldt op de Nederlandse Rijn die begint bij het Spijkse veer, ter hoogte van kilometerraai 857,400. Hier werd van 1865 tot 1926 een trein in de spoorlijn Zevenaar - Kleef met een spoorpont overgezet naar Spijck aan de Duitse kant van de rivier. Vanaf daar stroomafwaarts op de Boven-Rijn, vanaf kmr 863,0 op het Bijlandsch Kanaal, van kmr 867,4 tot 952,5 bij de Pannerderse Kop op de Waal. Daarnaast vanaf kmr 867,4 op het Pannerdensch Kanaal, vanaf kmr 873,6 op de Neder-Rijn en vanaf kmr 927,9 op de Lek tot aan de kruising met de Noord en Nieuwe Maas op kmr 989,2.